# Ourdis-Cotdoussan
Ourdis-Cotdoussan település Franciaországban, Hautes-Pyrénées megyében. Lakosainak száma 43 fő (2022. január 1.). Ourdis-Cotdoussan Cheust, Gazost, Germs-sur-l’Oussouet és Juncalas községekkel határos.

## Népesség
A település népességének változása:
| Lakosok száma | 50   | 51   | 52   | 48   | 47   | 46   | 45   | 44   | 43   |
|               | 2013 | 2015 | 2016 | 2017 | 2018 | 2019 | 2020 | 2021 | 2022 |